# Melania Blunda
Melania Blunda (née le 10 février 1986  à Erice) est une joueuse italienne de volley-ball. Elle mesure 1,86 m et joue au poste de réceptionneuse-attaquante. 

## Clubs
| Club                 | Pays   | De        | À         |
| -------------------- | ------ | --------- | --------- |
| Erice Entello        | Italie | 1999-2000 | 2000-2001 |
| Ericina              | Italie | 2001-2002 | 2001-2002 |
| Sicania Volley Erice | Italie | 2002-2003 | 2005-2006 |
| Kefa Volley Cefalù   | Italie | 2006-2007 | 2007-2008 |
| Pallavolo Sabaudia   | Italie | 2008-2009 | 2009-2010 |
| Time Volley Matera   | Italie | 2010-2011 | 2011-2012 |
| Akragas Volley       | Italie | 2012-2013 | 2012-2013 |
| Futura Palermo       | Italie | 2013-2014 | …         |